# Manuel Solís Palma
Manuel Solís Palma (Provincia de Los Santos, Panamá; 3 de diciembre de 1917 - Ciudad de Panamá; 6 de noviembre de 2009
) fue un político, contador y educador panameño. Fue nombrado de manera provisional como el 43º. presidente de Panamá del 26 de febrero de 1988 al 31 de agosto de 1989, sustituyendo a Eric Arturo Delvalle y tras habérsele impedido asumir la presidencia al vicepresidente Roderick Esquivel.

## Biografía
Realizó estudios primarios en la Escuela República de Honduras, en la provincia de Los Santos;  y los secundarios en el Instituto Nacional. Se graduó en 1946 de la Universidad de Panamá con una Licenciatura en Ciencias Sociales y en Economía, también estudió contabilidad y auditoría, en donde abriría una oficina de consultoría en dichos ramos. También fue dueño de una fábrica de zapatos que funcionó entre 1952 y 1968.
En la política, se involucró  desde muy joven, como dirigente estudiantil en el Instituto Nacional, en la Universidad Nacional y en el Frente Patriótico. Su primer cargo gubernamental fue como Director de Catastro de la propiedad, en 1946 y Director de la Caja de Seguro Social en 1951. Aspiró sin éxito a la diputación en 1948 y luego a la alcaldía del distrito de Panamá. En el gobierno de Roberto Chiari fue Viceministro y posteriormente Ministro de Educación hasta 1964. Coordinó como miembro independiente la campaña presidencial de Arnulfo Arias en 1968 y tras la victoria de Arias fue nombrado Director de la Reforma Agraria, por recomendación del profesor Rubén Carles, cargo que desempeñó por nueve días hasta el golpe militar del 11 de octubre. En vista de ello, Solís se fue a Costa Rica a organizar resistencia y guerrillas en Chiriquí contra el régimen militar.  Salvó la vida en un atentado ejecutado por militares panameños en Costa Rica. Exiliado, vivió en Venezuela por 10 años, donde fue asesor del Ministerio de Educación y profesor de estadística de la Universidad Central de Venezuela.
En 1970, regresa a Panamá.  Funda el Partido Acción Popular (PAPO), en compañía de otras personas, del cual fue su secretario general, del que luego se retiró para crear con otros el partido MOLIRENA. Al apoyar el MOLIRENA la candidatura presidencial de Arnulfo Arias en 1984, renunció al partido por su falta de simpatía por el candidato.   Desempeñó el cargo de Ministro de Educación en las administraciones de Ardito Barletta y Delvalle.  
La administración de Solís Palma tuvo dos características: la estrecha colaboración con Manuel Antonio Noriega y la adopción de medidas económicas extremas para poder sobrevivir a las sanciones económicas que impuso Estados Unidos al gobierno.  La disminución drástica de la actividad económica se agudizó con la crisis política.  La congelación de los fondos del banco Nacional de Panamá en Estados Unidos y el cese de operaciones de todos los bancos locales con licencia general llevaron al caos a la economía panameña. A pesar de ello, el país sobrevivió gracias al ingenio e iniciativas del propio gobierno y del sector privado. La administración Solís Palma acusó a Estados Unidos y a la oposición civilista de lesionar la soberanía de Panamá; mientras, Delvalle continuaba siendo reconocido como legítimo presidente del país. 
Durante el régimen militar fue asesor del Ministerio de Educación y profesor de estadística. Fue fundador y secretario general del Partido Acción Popular, aunque se retiró posteriormente para ser miembro fundador del MOLIRENA. Durante el gobierno de Nicolás Ardito Barletta y Eric Arturo del Valle fue Ministro de Educación. Tras la destitución de Del Valle y del vicepresidente Roderick Esquivel en 1988, fue nombrado "Ministro Encargado de la Presidencia", con el cargo de presidente provisional, aunque el General Manuel Antonio Noriega quien era el Líder Militar, ostentaba el poder de facto en el país. Solís Palma gobernó por un año y medio, manteniendo una política exterior de no alineamiento, de apoyo al Acuerdo de Esquipulas y de desafío a los Estados Unidos, además de "retomar el torrijismo pleno",[cita requerida] hasta que fue sustituido por Francisco A. Rodríguez en septiembre de 1989, luego de que Noriega anulara los resultados de la elecciones generales del 7 de mayo, en donde había resultado vencedor Guillermo Endara.
Fue diputado del Parlamento Centroamericano desde 1995 hasta 1999. Posteriormente durante el gobierno de Martín Torrijos fue asesor del Ministerio de Educación y de la Asamblea Nacional de Panamá.
Murió en la ciudad de Panamá el 6 de noviembre de 2009 a causa de un edema pulmonar.
Su muerte desató una polémica en el que el gobierno de Ricardo Martinelli negó rendirle un funeral de estado, debido a que no fue elegido de manera directa y fue nombrado por el régimen militar, y el gobierno de Martinelli declaró adicionalmente que Solís Palma sólo fue un ministro, pero no Presidente de Panamá, a pesar de que su retrato está en la galería oficial de presidentes en el Palacio de las Garzas. Adicionalmente el 13 de septiembre de 1990 la Corte Suprema de Justicia de Panamá declaró inconstitucional el nombramiento de Manuel Solís Palma, pero no llegó a ser publicado en la Gaceta Oficial. El Partido Revolucionario Democrático, quien gobernó durante el régimen de Noriega, protestó por la decisión y exigió el trato de Solís Palma como un mandatario recién fallecido.